# Falso tracciato
Falso tracciato (Pushing Tin) è un film del 1999 diretto da Mike Newell.

## Trama
Nick, un controllore del traffico aereo, entra in competizione con il collega Russell, sia nell'ambiente lavorativo che nella vita privata. Cerca di superarlo sia nell'abilità della gestione del traffico aereo, che nella vita sentimentale, intrecciando una relazione con Mary Bell, la moglie di Russell. Contemporaneamente vive con la costante paura che la propria moglie Connie lo tradisca con lui.
Mary Bell rivela al marito di averlo tradito con Nick, ma Russell sembra prenderla bene, non si arrabbia e, quando i due uomini ne parlano, Russell rivela al rivale che Connie è una donna molto bella.
In seguito alla scoperta del tradimento, Russell inizia a fare delle avances a Connie, scatenando la rabbia e i sospetti di Nick.
Dopo il funerale del padre di Connie, lei e Nick litigano e la moglie scopre che lui l'ha tradita con Mary Bell. Durante il viaggio di ritorno dal funerale, l'aereo attraversa una brutta tempesta e Nick crede sia stato Russell, dalla torre di controllo, ad averlo condotto apposta nella turbolenza.
Durante un allarme bomba, l'ufficio viene evacuato, rimangono a controllare il traffico aereo solo Nick e Russell che, essendo riusciti a far atterrare tutti gli aerei, vengono considerati eroi. Nonostante le ripetute scuse, Connie non riesce a perdonare il tradimento del marito e va a stare dalla sorella. Il giorno seguente al lavoro Nick è molto distratto e rischia per due volte di far scontrare due aerei. Nel frattempo Russell e la moglie lasciano la città. Nick raggiunge il rivale in Colorado, per chiedergli spiegazioni in merito al suo trasferimento e consigli su come raddrizzare la propria vita. Dopo il viaggio in Colorado Nick torna al lavoro e sembra essere tornato quello di prima, anche se, all'inizio, i colleghi sembrano dubitare che lui riesca a portare a termine la giornata lavorativa.
Mentre Connie è sull'aereo per tornare New York, viene chiamata nella cabina di pilotaggio dove le passano Nick che le dice di accettare di bere un caffè con lui se vuole che il velivolo atterri. La donna sembra avere tutte le intenzioni di perdonarlo. Il film termina con la voce di Nick che continua a scusarsi con Connie per averla tradita.

## Produzione

### Location
Il film è ambientato al centro di controllo del traffico aereo di New York ma è stato girato, oltre che in New Jersey, a Toronto, in Canada, ciò è dimostrato dal fatto che il personaggio interpretato da John Cusack viene mostrato mentre costeggia la VIA Rail station, istituzione canadese.